# Mariana Rondón
Mariana Rondón (Barquisimeto, Venezuela, 8 de mayo de 1966) es una directora de cine, guionista, productora y artista plástica venezolana. 

## Biografía

### Formación académica
Estudia cine en la Escuela Internacional de San Antonio de los Baños, en Cuba y después animación en Francia. 

### Carrera
En 1990 crearía, junto con otros cineastas latinoamericanos, la empresa multinacional andina Sudaca Films. Entre sus obras destacan Calle 22, cortometraje con el que sería premiada en el Festival de Biarritz en 1994 o A la media noche y media (1999). 
En 2007 dirigiría y produciría Postales de Leningrado, filme de carácter autobiográfico (sus padres habían sido guerrilleros de las FALN) con el que ganaría el gran premio Abrazo en el Festival de Cine y Cultura de América Latina de Biarritz y Mejor película en el Festival del cine venezolano. 
En 2013 presenta la película Pelo malo en el Festival de San Sebastián; resultando ganadora del premio Concha de Oro de la LXI edición del Festival. En 2015, obtuvo 3 nominaciones en los Premios Platino 2015, realizado en la ciudad de Marbella, España, incluyendo Mejor Película Iberoamericana, Mejor Director y Mejor Guion. 

## Vida personal
En la actualidad reside en Caracas.

## Filmografía
- Calle 22 (1994)
- A la media noche y media (1999)
- Postales de Leningrado (2007)
- Pelo malo (2013)

## Premios y nominaciones
Festival Internacional de Cine de San Sebastián
| Año  | Categoría                         | Película  | Resultado |
| ---- | --------------------------------- | --------- | --------- |
| 2013 | Concha de Oro                     | Pelo malo | Ganadora  |
| 2013 | Premio SIGNIS-Mencón especial     | Pelo malo | Ganadora  |
| 2013 | Premio Sebastiane-Mencón especial | Pelo malo | Ganadora  |